# 한국카본
한국카본(Hankuk Carbon Co. Ltd.)는 대한민국의 소재 기업이다.
 2023년 밀양시 상남면 연금리 한국카본 제2공장에서 불이 나 150억 원의 재산 피해가 났다.

## 종속기업
에이치씨네트웍스, 한국복합소재, 한국신소재

## 참고문헌
1. ↑  Today's Pick: "한국카본, LNG선 사이클 올라탈 것...실적상향 한국경제 2025-08-19
2. ↑  이, 동헌 (2024년 3월 4일). “COMPANY REPORT-한국카본” (PDF). 《신한투자증권》. 2025년 5월 5일에 확인함.
3. ↑  “한국카본, 이익 회복 언제쯤?...”복합소재 기업으로 확장성””. 《인포스톡데일리》. 2023년 11월 17일. 2025년 5월 5일에 확인함.
4. ↑  “한국카본, 2분기 연결기준 영업이익 79억원 달성...전년比 216.8% 증가”. 《뉴스핌》. 2023년 8월 11일. 2025년 5월 5일에 확인함.
5. ↑  “밀양 한국카본 화재로 150억 원 탔다”. 《경남도민일보》. 2023년 4월 23일. 2025년 5월 5일에 확인함.